# Mapania bancana
Mapania bancana là loài thực vật có hoa trong họ Cói. Loài này được (Miq.) T.Koyama mô tả khoa học đầu tiên năm 1959.